# Мурысев, Александр Александрович
Александр Александрович Мурысев (род. 3 октября 1984) — российский самбист, бронзовый призёр чемпионата России 2007 года, чемпион мира среди студентов, мастер спорта России, руководитель детского творческого объединения физкультурно-спортивной направленности «Самбо» в детско-юношеском центре «Темп» города Выкса.

## Спортивные результаты
- Чемпионат мира по самбо 2005 года среди студентов, Вильнюс — ;
- Чемпионат России по самбо 2007 года — ;